# Dennis Kalker
Dennis Kalker (Ter Aar, 14 november 1979) is een voormalig kortebaanschaatser.
In 2000 werd Kalker tweede op de Nederlandse kampioenschappen op de kortebaan, achter winnaar André Zonderland. Het jaar daarop werd Kalker NK kortebaan in Alteveer voor Roald Schuurman en Jacob Kleibeuker. In 2003 werd hij opnieuw kampioen, nu voor nummer twee Pascal Broekman en Arjan Samplonius die als derde eindigde.

## Persoonlijke records
- 500m  :  36,36 (15-03-2003, Calgary)
- 1000m	: 1.12,55 (23-03-2002, Calgary)
- 1500m	: 1.52,74 (21-03-2002, Calgary)
- 3000m	: 4.10,84 (11-08-2002, Calgary)
- 5000m	: 7.42,66 (17-03-2004, Heerenveen)
- 10000m: 18.47,32 (18-02-2007, Haarlem)

## Resultaten
| Jaar | Plaats | Kampioenschap          |
| ---- | ------ | ---------------------- |
| 2000 | 11     | NK Afstanden 2x500m    |
| 2000 | 18     | NK Sprint              |
| 2001 | 9      | NK Afstanden 2x500m    |
| 2001 | 12     | NK Sprint              |
| 2002 | 10     | NK NK Afstanden 2x500m |
| 2002 | 20     | NK Afstanden 1000m     |
| 2002 | 14     | NK Sprint              |
| 2003 | 10     | NK Afstanden 2x500m    |
| 2003 | 16     | NK Sprint              |
| 2004 | 19     | NK Afstanden 2x500m    |
| 2005 | 13     | NK Afstanden 2x500m    |
| 2005 | disq   | NK Sprint              |
| 1999 | 7      | NK Sprint              |
| 2006 | 21     | NK Afstanden 2x500m    |
| 2006 | 23     | NK Sprint              |